# Нобл (округ, Огайо)
Шаблон:StateAbbr_ 39°46′ пн. ш. 81°27′ зх. д. / 39.77° пн. ш. 81.45° зх. д.
Округ  Нобл (англ. Noble County) — округ (графство) у штаті  Огайо, США. Ідентифікатор округу 39121.

## Історія
Округ утворений 1851 року.

## Демографія
За даними перепису 
2000 року 
загальне населення округу становило 14058 осіб, зокрема міського населення було 4923, а сільського — 9135.
Серед мешканців округу чоловіків було 7966, а жінок — 6092. В окрузі було 4546 домогосподарств, 3318 родин, які мешкали в 5480 будинках.
Середній розмір родини становив 3,1.
Віковий розподіл населення поданий у таблиці:
| Стать    | До 15 років | 15-21 | 22-29 | 30-39 | 40-49 | 50-65 | 65-85 | Понад 85 |
| -------- | ----------- | ----- | ----- | ----- | ----- | ----- | ----- | -------- |
| Чоловіки | 1300        | 941   | 1276  | 1435  | 1222  | 997   | 731   | 64       |
| Жінки    | 1253        | 598   | 508   | 817   | 888   | 987   | 878   | 163      |

## Суміжні округи
- Гернсі — північ
- Бельмонт — північний схід
- Монро — схід
- Вашингтон — південь
- Морган — захід
- Маскінґам — північний захід

## Виноски
1. ↑  U.S. Decennial Census. United States Census Bureau. Архів оригіналу за 26 квітня 2015. Процитовано 9 лютого 2015.
2. ↑  Historical Census Browser. University of Virginia Library. Архів оригіналу за 11 серпня 2012. Процитовано 9 лютого 2015.
3. ↑  Forstall, Richard L., ред. (27 березня 1995). Population of Counties by Decennial Census: 1900 to 1990. United States Census Bureau. Архів оригіналу за 14 лютого 2015. Процитовано 9 лютого 2015.
4. ↑  Census 2000 PHC-T-4. Ranking Tables for Counties: 1990 and 2000 (PDF). United States Census Bureau. 2 квітня 2001. Архів оригіналу (PDF) за 18 грудня 2014. Процитовано 9 лютого 2015.
5. ↑  State & County QuickFacts. United States Census Bureau. Архів оригіналу за 6 червня 2011. Процитовано 9 лютого 2015.(англ.) Наведено за англійською вікіпедією.
6. ↑  American FactFinder. Бюро перепису населення США. Архів оригіналу за 26 лютого 2012. Процитовано 31 січня 2008.

| США | Це незавершена стаття з географії США. Ви можете допомогти проєкту, виправивши або дописавши її. |